# Live at Brixton
Live at Brixton ist ein Livealbum des US-amerikanischen Progressive-Metal-/Sludge Band Mastodon. Es wurde am 6. Dezember 2013 durch Reprise Records veröffentlicht.

## Entstehung
Am 11. Februar 2012 spielte die Band im Rahmen ihrer Tournee zu ihrem fünften Studioalbum The Hunter in der Brixton Academy in London. Für die Band war es das erste Konzert in der Brixton Academy, das mit 4.921 Besuchern ausverkauft war. Das Konzert wurde mitgeschnitten und als Livealbum veröffentlicht. Die Band spielte an diesem Abend 23 Lieder sowie ein Gitarrensolo. Im Gegensatz zu ihrem ersten Livealbum Live at the Aragon, wo die Band zunächst das komplette Album Crack the Skye spielte, wurden hier Lieder von allen bisherigen Alben gespielt. Bei dem abschließenden Lied Creature Lives kamen die Mitglieder der beiden Vorgruppen Red Fang und The Dillinger Escape Plan auf die Bühne.
Das Album wurde zunächst nur als Download sowie als Video veröffentlicht. Bei der Videoversion führte Ryan Mackfall Regie. Anlässlich des Record Store Day im Jahre 2014 wurde das Album dann doch in physischer Form veröffentlicht. Live at Brixton erschien als Doppel-LP mit einer DVD. Das Paket war auf 2.000 Exemplare limitiert.

## Titelliste
| 1. Dry Bone Valley – 3:54 2. Black Tongue – 3:26 3. Crystal Skull – 3:31 4. I Am Ahab – 2:52 5. Capillarian Crest – 4:23 6. Colony of Birchmen – 4:53 7. Megalodon – 4:31 8. Thickening – 4:56 | 1. Blasteroid – 2:26 2. Sleeping Giant – 5:32 3. Ghost of Karelia – 5:28 4. All the Heavy Lifting – 4:25 5. Spectrelight – 3:17 6. Curl of the Burl – 3:33 7. Bedazzled Fingernails – 3:21 8. Circle of Cysquatch – 3:05 | 1. Guitar Solo – 0:55 2. Aqua Dementia – 3:51 3. Crack the Skye – 6:00 4. Where Strides the Behemoth – 3:02 5. Iron Tusk – 2:48 6. March of the Fire Ants – 4:48 7. Blood and Thunder – 3:50 8. Creature Lives – 4:55 |

## Rezeption
Chris Conaton vom Onlinemagazin Pop Matters bezeichnete Live at Brixton als einen „gut gemachten Konzertfilm einer Band, die auf der Bühne ihr bestes gibt. Die Setlist umfasst ihre ganze Karriere und würde den Mastodon-Fans alles geben, was sie brauchen“. Allerdings kritisierte Conaton auch die Setlist, die sich nicht von anderen Konzerten unterscheidet. Stephen Hardy vom Onlinemagazin Pure Grain Audio bezeichnete sich selbst nicht als Fan von Live-Alben, dennoch hörte er sich das Album an einem Tag sechs Mal an, ohne dass ihm langweilig wurde. Hardy empfahl das Album vor allem Neueinsteigern, die mit diesem Album nichts falschen machen können.